# Michael Pataki
Michael Pataki (Youngstown, 16 gennaio 1938 – North Hollywood, 15 aprile 2010) è stato un attore statunitense.

## Biografia
Nato da genitori ungheresi, Pataki frequentò la University of Southern California, specializzandosi in scienze politiche e teatro. La sua carriera iniziò nel 1966, quando partecipò ad una rappresentazione estiva ad un festival a Edimburgo, interpretando il ruolo di Jerry nel dramma Storia dello zoo di Edward Albee.
Pataki iniziò ad apparire sul piccolo schermo all'inizio degli anni sessanta, in serie come Ai confini della realtà, Bonanza, Batman, Hawaiian Eye. È uno dei pochi attori di Star Trek apparsi sia nella serie originale che in Star Trek: The Next Generation. Nella serie originale interpretò uno dei suoi ruoli più famosi, quello di "Korax", il Klingon sfacciato e chiacchierone che provoca una rissa nell'episodio Animaletti pericolosi (1967). Nell'episodio Guerra privata (1988) di Star Trek: The Next Generation interpretò il governatore Karnas.
Ebbe ruoli ricorrenti nelle serie Un amore di contrabbasso (1974-1975) e The Amazing Spider-Man (1978-1979). Fu inoltre coprotagonista nella serie della ABC Get Christie Love! (1974-1975), in cui interpretò l'agente Pete Gallagher, il maldestro partner dell'agente Christie Love con il sogno di diventare un giorno consulente tecnico in uno show televisivo poliziesco. Fu la prima serie TV poliziesca con una protagonista femminile afroamericana. Apparve in numerose altre serie degli anni settanta, come Ellery Queen, Happy Days e La casa nella prateria.
Per il grande schermo, Pataki apparve in numerosi film, tra cui Airport '77 (1977), Il campo di cipolle (1979), Il mio nome è Remo Williams (1985), e molti altri. Recitò anche in Rocky IV (1985), nel ruolo di Nicoli Koloff, il manager di Ivan Drago. Apparve anche in numerosi B movie di genere horror, come Il morso del pipistrello (1974), Dracula contro zombi (1977), Amore al primo morso (1979), Morti e sepolti (1981) e Halloween 4 - Il ritorno di Michael Myers (1988). 
Pataki morì di cancro nel 2010, all'età di 72 anni.

## Filmografia parziale

### Cinema
- Easy Rider - Libertà e paura (Easy Rider), regia di Dennis Hopper (1969)
- Baby (The Baby), regia di Ted Post (1973)
- La gang dei bassotti (Little Cigars), regia di Chris Christenberry (1973)
- Il morso del pipistrello (The Bat People), regia di Jerry Jameson (1974)
- Tre matti in un collegio femminile (Carnal Madness), regia di Greg Corarito (1975)
- Airport '77, regia di Jerry Jameson (1977)
- Dracula contro zombi (Zoltan, Hound of Dracula), regia di Albert Band (1977)
- Amore al primo morso (Love at First Bite), regia di Stan Dragoti (1979)
- Il campo di cipolle (The Onion Field), regia di Harold Becker (1979)
- Blitz nell'oceano (Raise the Titanic), regia di Jerry Jameson (1980)
- Morti e sepolti (Dead & Buried), regia di Gary Sherman (1981)
- Night Shift - Turno di notte (Night Shift), regia di Ron Howard (1982)
- Il mio nome è Remo Williams (Remo Williams: The Adventure Begins), regia di Guy Hamilton (1985)
- Rocky IV, regia di Sylvester Stallone (1985)
- Sogno americano (American Anthem), regia di Albert Magnoli (1986)
- Halloween 4 - Il ritorno di Michael Myers (Halloween 4: The Return of Michael Myers), regia di Dwight H. Little (1988)

### Televisione
- Playhouse 90 – serie TV, 4 episodi (1958-1960)
- Not for Hire – serie TV, episodio 1x14 (1960)
- Corruptors (Target: The Corruptors) – serie TV, episodio 1x03 (1961)
- Ripcord – serie TV, episodio 1x05 (1961)
- The Lieutenant – serie TV, 3 episodi (1963-1964)
- Star Trek – serie TV, episodio 2x15 (1967)
- Squadra speciale anticrimine (The Felony Squad) – serie TV, episodio 1x22 (1967)
- The Flying Nun – serie TV, 10 episodi (1967-1970)
- Insight – serie TV, 4 episodi (1967-1981)
- Un amore di contrabbasso (Paul Sand in Friends and Lovers) – serie TV, 14 episodi (1974-1975)
- Uno sceriffo a New York (McCloud) – serie TV, 3 episodi (1974-1976)
- Get Christie Love! – serie TV, 10 episodi (1975)
- Ellery Queen – serie TV, episodio 1x16 (1976)
- Happy Days – serie TV, 3 episodi (1976)
- The Amazing Spider-Man – serie TV, 6 episodi (1977-1978)
- La casa nella prateria (Little House on the Prairie) – serie TV, episodi 4x07-6x03 (1977-1979)
- L'Uomo Ragno colpisce ancora (Spider Man Strikes Back), regia di Ron Satlof – film TV (1978)
- Professione pericolo (The Fall Guy) – serie TV, 3 episodi (1982-1983)
- I Jefferson (The Jeffersons) – serie TV, episodio 9x18 (1983)
- Star Trek: The Next Generation – serie TV, episodio 1x16 (1988)

## Doppiatori italiani
Nelle versioni in italiano delle opere in cui ha recitato, Michael Pataki è stato doppiato da:
- Enzo Consoli in La casa nella prateria
- Massimo Lopez in Happy Days
- Renato Mori in Charlie's Angels
- Carlo Baccarini in L'Uomo Ragno colpisce ancora
- Riccardo Garrone in Night Shift - Turno di notte
- Pietro Ubaldi ne I Jefferson
- Sandro Sardone in Il mio nome è Remo Williams
- Gianni Marzocchi in Rocky IV
- Cesare Barbetti in Top Secret (ep. 3x02)
- Nino Prester in Top Secret (ep. 4x10)
- Luciano De Ambrosis in Star Trek: The Next Generation
- Osvaldo Ruggieri in Halloween 4 - Il ritorno di Michael Myers